# 자오리젠
자오리젠(중국어: 赵立坚, 병음: Zhào Lìjiān, 한자음: 조입견, 1972년 11월 10일 ~ )은 중화인민공화국의 정치인이자 중화인민공화국 외교부 공보부 부부장이다. 그는 1983년 그 직위가 설립된 이후 31번째 대변인이다. 그는 1996년에 외국 군에 입대했고 주로 아시아에서 복무했다. 자오리젠은 파키스탄에서 복무하는 동안 중국 내에서 차단된 소셜 네트워크 웹사이트인 트위터를 거침없이 사용한 것으로 유명해졌다. 그는 새로운 세대의 "중국의 '늑대 전사' 외교관"의 저명한 지도자로 확인되었다.
2005년 2월부터 12월까지 그는 한국개발연구원(KDI)에서 공공정책학 석사학위를 받았다.

## 같이 보기
- 류샤오밍